# Anzou
Anzou  (in arabo انزو‎?) è un centro abitato e comune rurale del Marocco situato nella provincia di Azilal, regione di Béni Mellal-Khénifra. Conta una popolazione di 15 429 abitanti (censimento 2014).